# 마르마라이

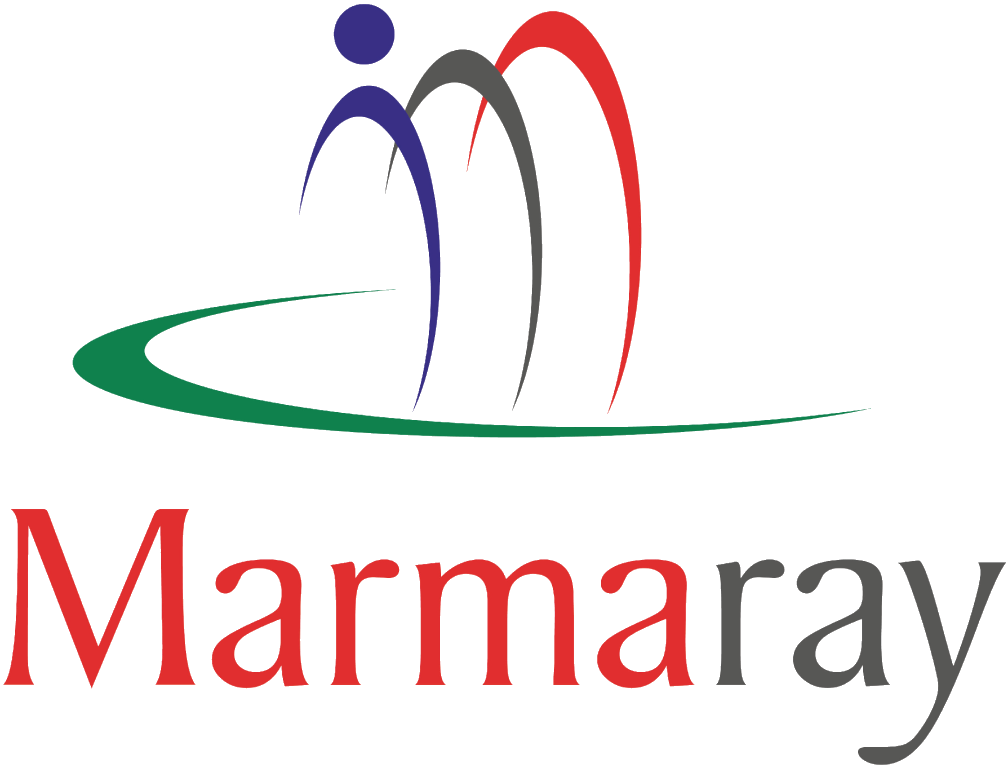
이스탄불 마르마라이 심벌.

마르마라이(Marmaray)는 튀르키예 이스탄불의 지하 통근철도 노선이다. Marmara는 마르마라해, ray는 철도를 뜻한다. 마르마라이는 철도와 해저터널 뿐만 아니라 이스탄불 유럽 지구의 할카르 역과 아시아 지구의 게브제를 연결하는 것도 포함된다. 이 노선은 원래 1860년 오스만 제국시대에 당시 파디샤였던 압뒬메지트 1세와 프랑스 등에 의해 추진되었으나 기술과 자금 부족으로 착공하지 못하다가 이후 다시 추진되어 2004년 5월 착공하였다. 2008년 9월 23일 터널이 완성되었고, 2013년 10월 29일 튀르키예 공화국 수립 90주년일에 오전 10시 개통식을 가지고 개통되었다. 마르마라이에서 운행되는 전동차는 대한민국의 철도 기업 현대로템이 제작했으며, 1량에 문이 5개씩 있다. 현재는 통근철도만 다니고 있지만 2019년 3월 12일 전구간이 개통되어 유럽쪽 철도와 아시아쪽 철도를 잇는 고속열차 및 화물 열차도 이노선을 통과할 순 있다.

## 프로젝트

마르마라이, 점선이 마르마라이 해저터널이다.

마르마라이는 13.6km의 보스포러스 해협을 가로지르는 63km의 통근철도를 합쳐 총 76.6km의 노선으로 게브제 역과 할카르 역을 연결한다.

## 같이 보기
- 보스포루스 교